# Imre János (filozófus)
Imre János (Nagyfüged, 1790. október 6. – Pest, 1832. május 12.) római katolikus pap, filozófus. 1830-tól a Magyar Tudós Társaság rendes tagja.

## Élete
Gyöngyösön végezte el a gimnáziumot, majd Egerben volt papnövendék. 1805-től a pesti egyetemen tanult. 1808-ban bölcsészdoktori, 1813-ban teológiai doktori oklevelet szerzett, s ebben az évben szentelték pappá is. Már 1808-tól az egri líceumban tanított, ezzel párhuzamosan 1812-től az egri egyházmegye könyvtárnokaként tevékenykedett. 1822-ben a pesti egyetemen kinevezték a filozófia nyilvános rendes tanárává, ahol elsőként tartott bölcseleti előadásokat magyar nyelven. 1825–1827-ben a bölcsészettudományi kar dékánja volt. Heves és Külső-Szolnok vármegye táblabírói tisztét is betöltötte.
Elsősorban a metafizika és a logika kérdései foglalkoztatták, és részt vett a Magyar Tudós Társaság filozófiai szótárának szerkesztési munkálataiban is. Érdemei elismeréseképpen a Magyar Tudós Társaság 1830-ban rendes tagjává választotta.

## Főbb művei
- Amicum foedus rationis cum experientia seu philosophia crisi recentissima deducta I–IV., Pest, 1818–1824
- Tentamen publicum ex logica et metaphysica applicata, Pest, 1822
- Tentamen publicum ex metaphysica applicata et ethica, Pest, 1823
- Tentamen publicum ex metaphysica pura, Pest, 1825
- Tentamen publicum ex logica, Pest, 1828
- A bölcselkedés I–II., Pest, 1829
- Az ifjú magyar bölcselkedő, Pest, 1830

## További információ
- Néhai... Imre János úr... sírjánál keseregnek bús tanitványai... 1832-ben Pünkösd hava 12-kén. Online